# Sân bay quốc tế Luang Prabang
Sân bay Quốc tế Luang Prabang (Airport codes|LPQ|VLLB) là một trong hai sân bay quốc tế của Lào, tọa lạc tại cố đô Luang Prabang. Cho đến gần đây, sân bay này vẫn bị coi là nơi hạ cánh nguy hiểm nhưng giờ đây sân bay này đã được hiện đại hóa. Sân bay có 1 đường băng dài 2.200 m.Sân bay này hiện có 2 ống lồng đơn và đây là 1 trong 2 sân bay có ống lồng tại Lào.

## Các hãng hàng không hoạt động tại đây
| Hãng hàng không  | Các điểm đến |
| ---------------- | --- |
| Bangkok Airways  | Bangkok-Suvarnabhumi |
| Lao Airlines     | Bangkok-Suvarnabhumi, Chiang Mai, Udon Thani, Hà Nội, Phongsaly, Siem Reap,Vientiane, Xieng Khuang,Sân bay quốc tế Tân Sơn Nhất |
| Vietnam Airlines | Hà Nội, Siem Reap |